# Fernmeldekommando 850
Das Fernmeldekommando 850 war eines der Fernmeldekommandos des Territorialheeres im Heer der Bundeswehr. Der Sitz des Stabs war Mannheim. Das Fernmeldekommando war dem Territorialkommando Süd unterstellt.

## Aufträge
Das Fernmeldekommando bündelte auf Ebene des Territorialkommandos die Truppenteile der Fernmeldetruppe. Das Territorialkommando war dadurch ähnlich wie die Korps des Feldheeres mit ihren als Teil der Korpstruppen unterstellten Fernmeldern gegliedert. Das Territorialkommando war durch das Fernmeldekommando in der Lage mit eigenen Kräften die Fernmeldeverbindungen zu den unmittelbar unterstellten Truppen, zu den nachgeordneten Wehrbereichskommandos, zu den deutschen und alliierten Korps der Central Army Group, zu benachbarten Territorialkommandos und über das Fernmeldekommando 900 zum nationalen Führungsstab der Bundeswehr zu halten. Da der Befehlshaber des Territorialkommandos auch nationaler Befehlshaber gegenüber der CENTAG war, sicherte das Fernmeldekommando durch die Verbindung via Fernmeldebataillon 890 die Kommunikation zu den Führungsstäben der CENTAG. Das unterstellte Fernmeldebataillon 860 betrieb die Fernmeldezentrale des Territorialkommandos. Weitere Aufgaben war die Gewinnung und Auswertung von Frontnachrichten und die Psychologische Verteidigung. Die PSV-Truppe produzierte und strahlte den Soldatensender Radio Andernach aus.
Wie die meisten Truppenteile des Territorialheeres wuchs das Fernmeldekommando erst im Verteidigungsfall zu seiner vollen Personalstärke von etwa 4500 Mann auf. Dies entsprach in etwa der Größe einer Brigade des Feldheeres.

## Gliederung
Um 1989 gliederte sich das Fernmeldekommando grob in:
- Stab / Stabskompanie  Fernmeldekommando 850, Mannheim
  -  Fernmeldekompanie 851 (GerEinh), Bad Dürkheim
  -  Fernmeldebataillon 860, Bad Bergzabern
  - Fernmeldebataillon 870 (teilaktiv), Weingarten
  - Fernmeldebataillon 880 (GerEinh), Kaiserslautern
  -  Fernmeldebataillon 890 CENTAG, Philippsburg (im Verteidigungsfall direkt zu CENTAG)
  -  Fernmeldekompanie 880, Bad Bergzabern (im Verteidigungsfall als 2./FmBtl 880 zu Fernmeldebataillon 880; im Frieden zu Fernmeldebataillon 860)
  -  Frontnachrichtenkompanie 850 (GerEinh), Oftersheim
  -  PSV-Bataillon 850 (teilaktiv), Andernach (ab Januar 1989 zu Fernmeldekommando 900 zur Neuaufstellung als Fernmeldebataillon 950 ab Oktober 1990)
  -  Fernmeldeausbildungskompanie 861, Bad Bergzabern (im Frieden zu Fernmeldebataillon 860)
  -  Fernmeldeausbildungskompanie 871, Weingarten (Württemberg) (im Frieden zu Fernmeldebataillon 870)

## Geschichte

### Aufstellung
Das Fernmeldekommando 850 wurde spätestens zur Einnahme der Heeresstruktur IV in den 1980er Jahren aufgestellt.

### Auflösung
Nach Ende des Kalten Krieges wurde das Fernmeldekommando 850 Ende März 1994 etwa zeitgleich mit der Außerdienststellung des Territorialkommandos Süd außer Dienst gestellt.

## Verbandsabzeichen

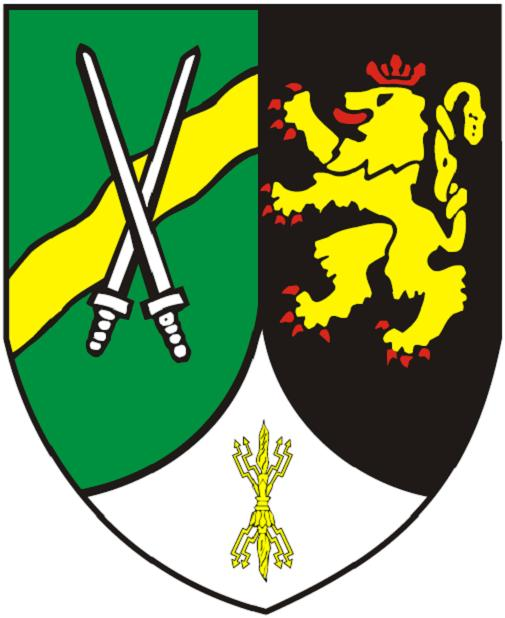
Internes Verbandsabzeichen des Stabes/Stabskompanie

Das Fernmeldekommando führte aufgrund seiner Ausplanung als Teil der direkt dem Territorialkommando unterstellten Truppen kein eigenes Verbandsabzeichen. Die Soldaten trugen daher das Verbandsabzeichen des übergeordneten Territorialkommandos.
Als „Abzeichen“ wurde daher unpräzise manchmal das interne Verbandsabzeichen des Stabes und der Stabskompanie „pars pro toto“ für das gesamte Fernmeldekommando genutzt. Es ähnelte bis auf das Symbol im unteren Feld dem internen Verbandsabzeichen des Stabes des Territorialkommandos Süd. Es zeigte im rechten oberen Feld auf grünem Grund ein schräglinkes goldenes Wellenband, das den Rhein symbolisierte, aufgelegt zwei gekreuzte Schwerter ähnlich wie das Abzeichen der Schirmmützen des Heeres. Im linken oberen schwarzen Feld der rot bekrönte und rot gezungte doppelschwänzige goldene Pfälzer Löwe ähnlich wie im Stadtwappen von Mannheim. Die Figur im unteren silbernen Feld stand für die Fernmeldetruppe.